# Illa de Pasqua
L'illa de Pasqua, anomenada oficialment Rapa Nui (en idioma rapanui: Rapa Nui; en castellà: Isla de Pascua), és una illa de la Polinèsia pertanyent a Xile, situada 3.515 km a l'oest de la costa continental d'aquest país. És una província, d'una única comuna, de la regió de Valparaíso de Xile, inclosa en les anomenades illes esporàdiques xilenes. Altres denominacions tradicionals són: Te Pito o te Henua ('El melic del món') i Mata ki te Rangi ('Ulls que miren al cel'). L'illa és famosa per les nombroses escultures de pedra, anomenades moais, que es troben al llarg de la costa.
El lloc habitat més pròxim és l'illa Pitcairn, a 2.075 km a l'oest. La major part dels 3.300 habitants viuen a la capital, Hanga Roa.
Les coordenades geogràfiques de l'illa són 27° 7′ 10″ S, 109° 21′ 17″ O / 27.11944°S,109.35472°O. Es pot localitzar, aproximadament, a la mateixa latitud de la ciutat xilena de Caldera. El fet que es trobi a 3.600 km de la costa xilena per l'est i a 2.075 km per l'oest de l'illa Pitcairn la converteix en el punt de la Terra més allunyat d'un altre, fet que contribuí en el passat al seu aïllament de la resta del món, a més de convertir-la en el territori més occidental de Xile.
L'illa de Pasqua també té la particularitat, juntament amb l'illa Sala i Gómez, que manté un fus horari diferent al del Xile continental. L'illa de Pasqua està en el fus horari UTC-6 i, a l'estiu, es trasllada al fus UTC-5. D'aquesta manera, es manté permanentment a dues hores de diferència amb la resta de Xile.
Aproximadament el 40% de l'illa, forma part del Parc Nacional de Rapa Nui.

## Història
L'illa va ser ocupada pels polinesis, probablement des de les illes de Mangareva o Pitcairn. Amb la reconstrucció de les genealogies de tradició oral, es dedueix que va ser al segle V que va arribar el primer rei Hotu Matu'a. Segons aquestes tradicions orals, es distingeixen dues ètnies enfrontades: els orelles llargues i els orelles curtes. L'illa va desenvolupar, en el seu aïllament i amb uns recursos escassos, una civilització relativament avançada i complexa. Continua sent un misteri la tècnica utilitzada per a transportar i aixecar el moais (blocs de tuf tallats amb eines de basalt fins a 9 m d'alçada esculpits a 20 km de l'emplaçament), i continua sent indesxifrable l'escriptura rongorongo, l'única existent de la cultura polinèsia.
A partir de l'any 1600, la civilització de l'illa de Pasqua va degenerar dràsticament per culpa de la superpoblació, la desforestació i la sobreexplotació dels limitats recursos naturals.
Probablement, va ser trobada pel pirata anglès Edward Davis el 1686. Com que no la va situar correctament al mapa, durant molt de temps els exploradors van estar buscant l'anomenada Terra de Davis.
Va ser el neerlandès Jakob Roggeveen qui la va descobrir el dia de Pasqua del 1722.
El 1770, Felipe González de Haedo en pren possessió en nom de Carles III d'Espanya, i l'anomena illa de San Carlos. Però l'expedició no va tenir continuïtat. L'explorador anglès James Cook, el 1774, i el francès La Pérouse, el 1786, van descriure i estudiar els habitants i la geografia de l'illa.
Després, el seu aïllament i la falta de recursos van fer que caigués en l'oblit. L'illa va caure en mans de caçadors peruans d'esclaus que van deportar els nadius al Perú i Xile; l'any 1877, hi quedaven només 111 habitants. Entre els negrers, va destacar l'operació del masnoví Joan Maristany i Galceran.
Va ser annexionada per Xile l'any 1888 per Policarpo Toro.
El nom polinesi de Rapa Nui és modern, originat per immigrants polinesis de l'illa de Rapa, o Rapa Iti ('Petita Rapa'). L'investigador Thor Heyerdahl manté que Rapa és el nom original de l'illa de Pasqua (Rapa Nui seria 'La vella Rapa'), i que Rapa Iti va ser anomenada per navegants provinents de Rapa Nui. Entre altres teories controvertides, destaca la possible influència i immigració sud-americana formant una de les dues ètnies històriques. Un col·laborador de Heyerdahl va ser el barceloní Antoni Pujador i Estany. Com recorda l'historiador esparreguerí Lluís Artigas Jorba en la primera part del seu llibre "Diccionari Català-Rapa Nui, Rapa Nui-Català" el Virrei Amat, el Joan Maristany i Galceran, i l'Antoni Pujador i Estany, són els tres catalans que han estat vinculats a la història d'aquesta illa.

## Geografia física

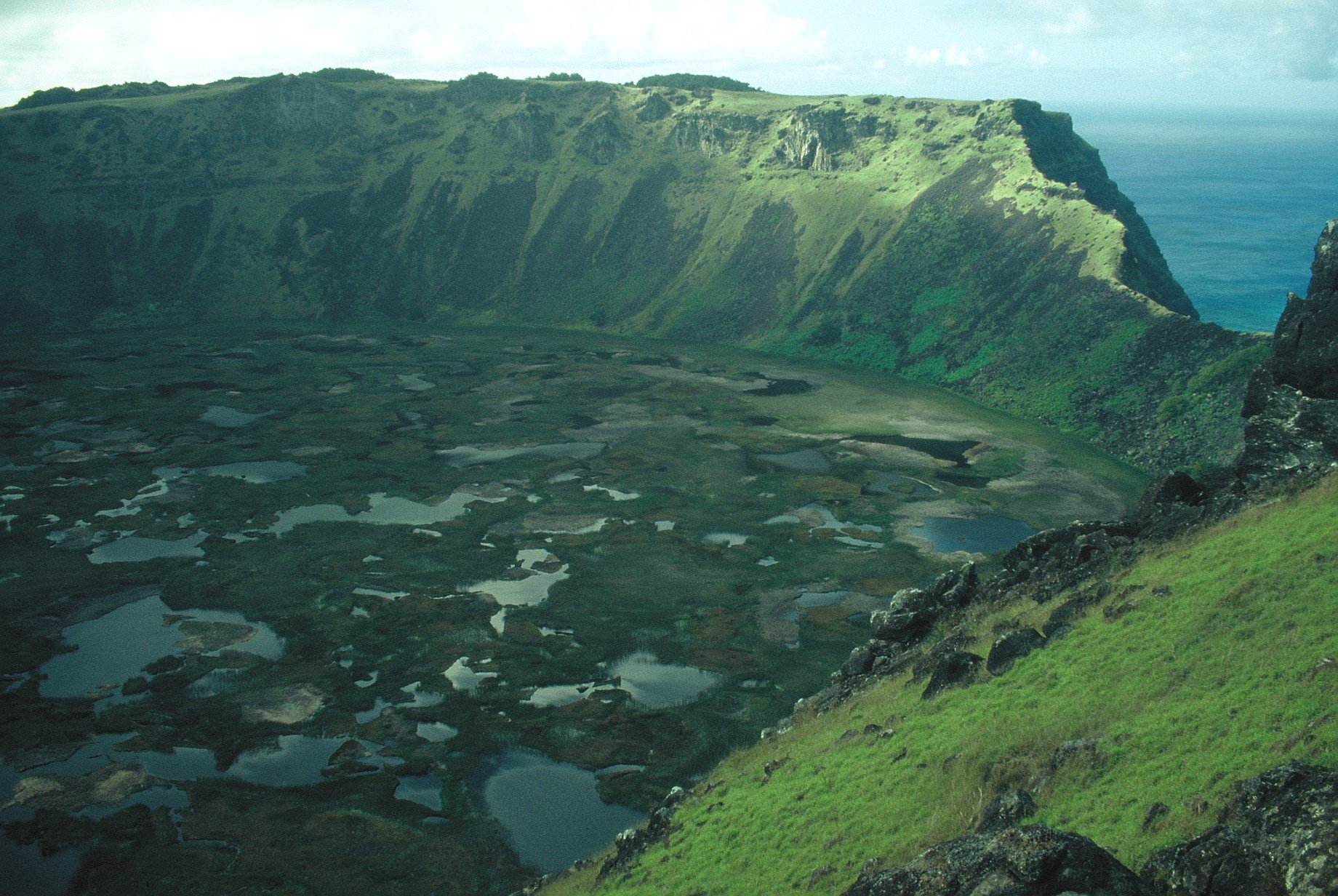
Cràter del volcà Rano Kao, illa de Pasqua

L'illa de Pasqua és d'origen volcànic. Ocupa una àrea de 163 km². La forma triangular s'explica per la conjunció de tres volcans: Poike, Rano Kao i Maunga Terevaka.
El clima és subtropical.

### Illots[19]
- Motu Iti ('Illot petit')
- Motu Kao Kao
- Motu Marotiri
- Motu Nui ('Illot gran')
- Sala i Gómez

### Flora i fauna

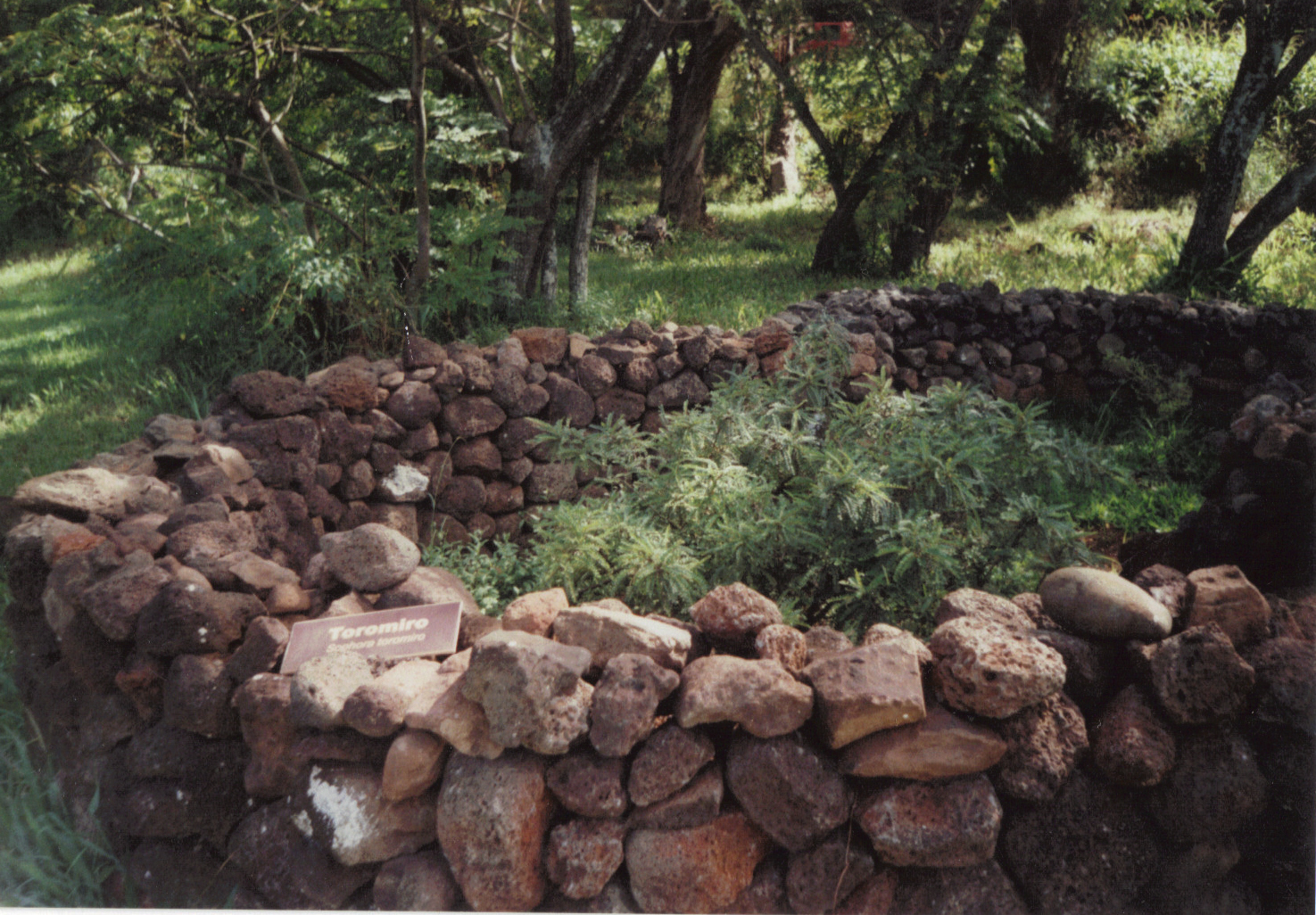
Toromiro al jardí botànic d'Hangaroa. La construcció de pedres, típica de l'illa de Rapanui, s'anomena manavai i protegeix contra el vent

Actualment, l'illa de Pasqua no té gairebé cap arbre. Antigament, era un bosc de cocoters i de toromiro, però la construcció d'estàtues, barques de pesca i cabanes va acabar desforestant l'illa, cosa que a més tingué com a conseqüència el col·lapse de la seva civilització. Van caure dràsticament els recursos de pesca i d'ocells i la dieta es va limitar a gallines i rates. Hi ha, a més, evidències de canibalisme.
Es va desenvolupar una tradició de culte a l'home ocell. Era una competició anual entre representants de cada tribu. Anaven nedant fins a l'illot de Motu Nui a recollir ous d'ocell. El primer competidor a tornar amb un ou aconseguia el control de l'illa per a la seva tribu.
Avui, el toromiro és un arbre que gairebé només es manté en jardins a Xile. Un exemplar creix al jardí botànic de Göteborg, Suècia, des del 1958 i un altre creix al jardí botànic de la Universitat de Bonn, Alemanya. No se sap quan i com la Universitat de Bonn rebé l'arbre. Hi ha un petit exemplar al petit jardí botànic al sud del poblet d'Hangaroa. Se n'ha intentat la reintroducció a l'illa.

## Geografia humana

### Població

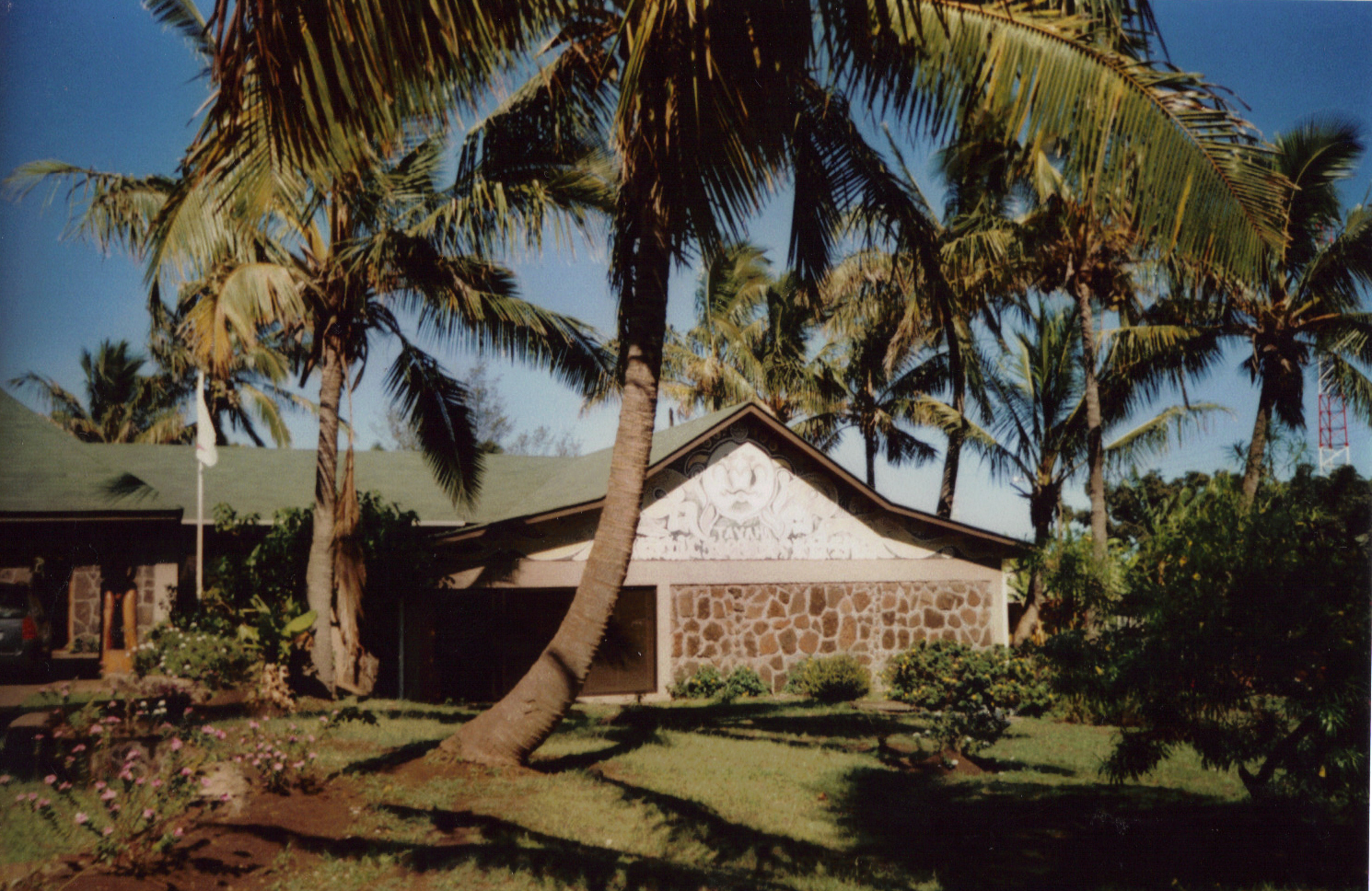
Ajuntament a Hangaroa

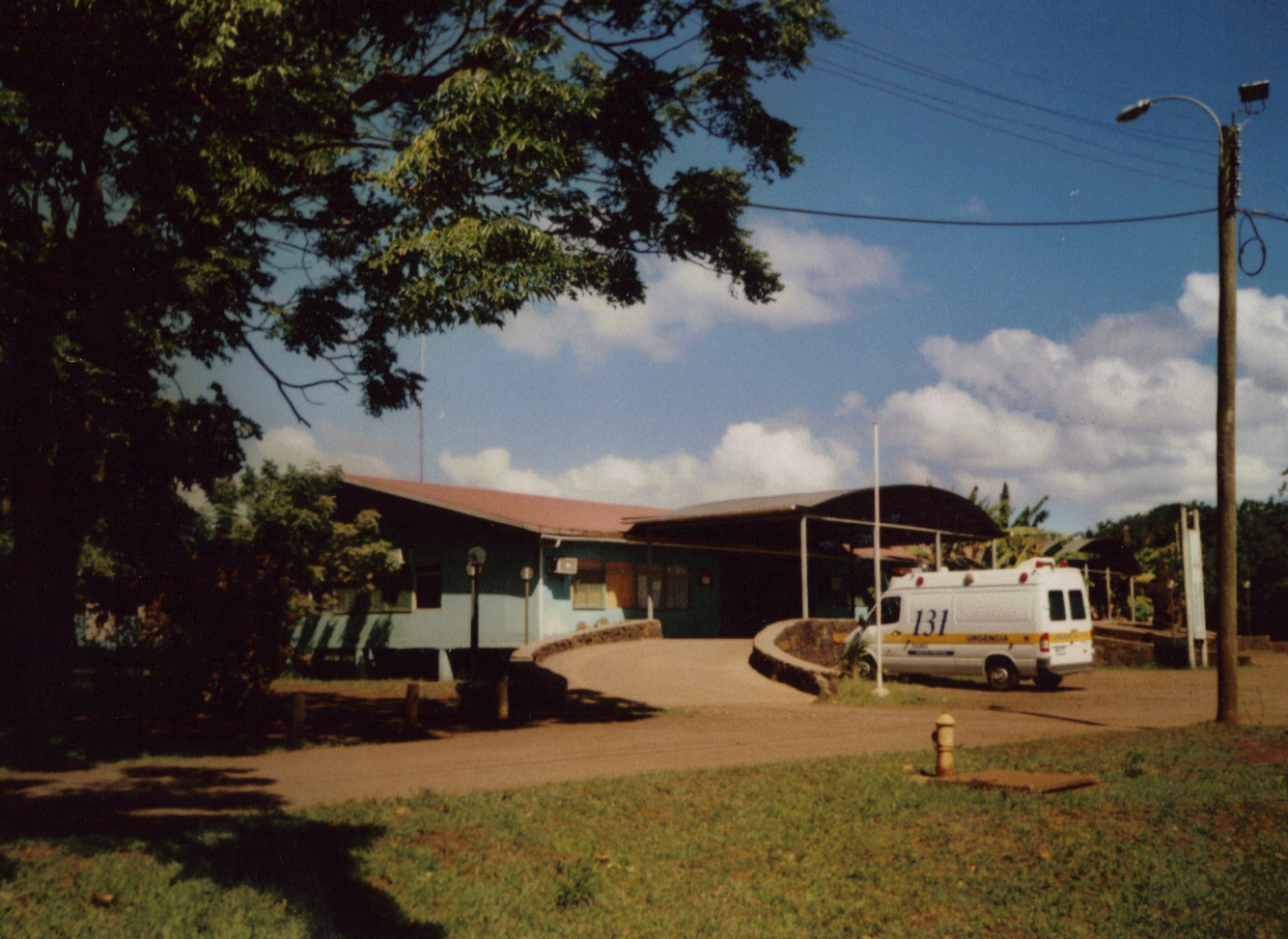
Hospital a Hangaroa

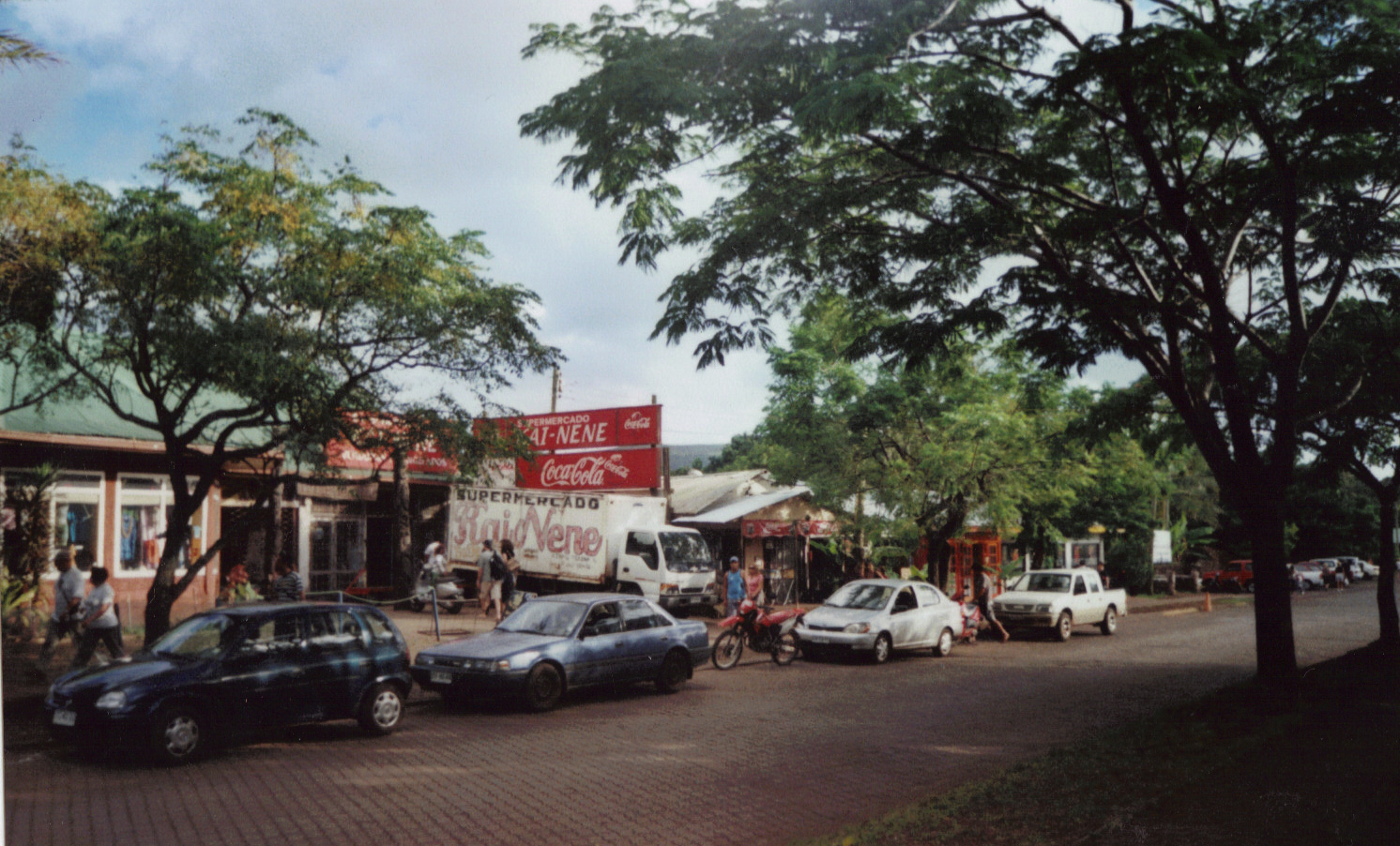
Carrer principal: Avinguda Atamu Tekena, a Hangaroa

Al segle xvii, es calcula que hi havia entre 10.000 i 15.000 habitants. Just abans de l'arribada dels europeus, havia baixat a uns 2.000 o 3.000. Amb les deportacions del segle xix la població es va reduir a 111 persones.
Al cens del 2002, la població és de 3.791 habitants. Al segle xx, els nadius emigraven a Xile, on es troba la meitat de rapanuis, sobretot a Santiago de Xile. Avui, a causa del progrés del turisme, s'ha invertit el flux migratori. Un 60% de la població actual és rapanui, un 39% és xilena d'ascendència europea i un 1% és d'ascendència ameríndia.
Els idiomes oficials són l'espanyol i el rapanui.

### Economia
El turisme és el principal recurs econòmic de l'illa. La pista de l'aeroport de Mataveri parteix l'illa en dues. La seva gran allargada permet acollir, en cas de necessitat, les naus espacials en un aterratge d'emergència.

### Política
L'illa de Pasqua no és una província de la República de Xile. És un departament de la regió de Valparaíso. Hi ha un governador designat pel president de la República i un batlle electe.

## Cultura

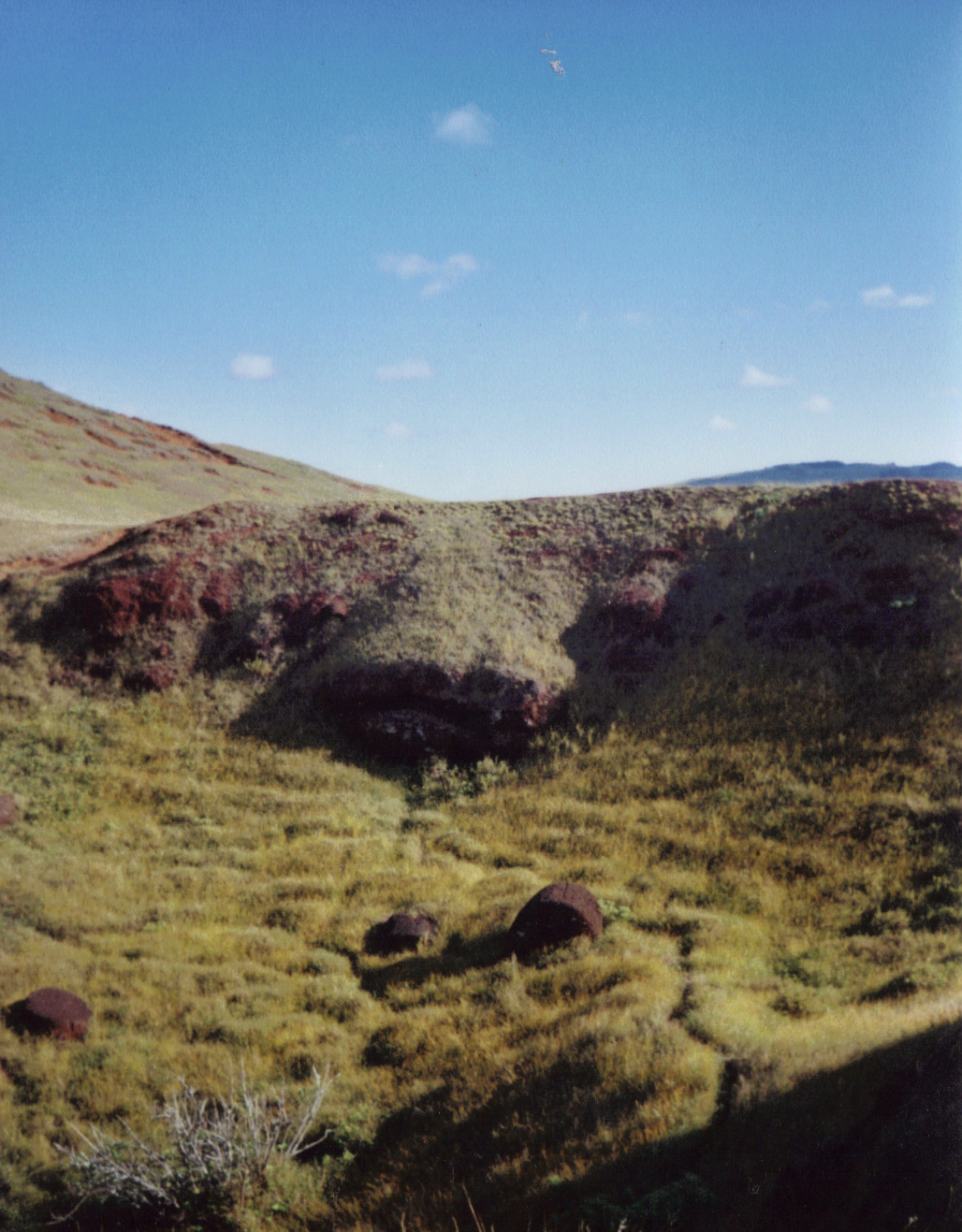
La pedrera dels barrets "pukao"

L'illa de Pasqua està envoltada de misteris que afavoreixen l'especulació en l'explicació i interpretació de les seves restes arqueològiques.

### Els moai
Vegeu l'article principal moai.

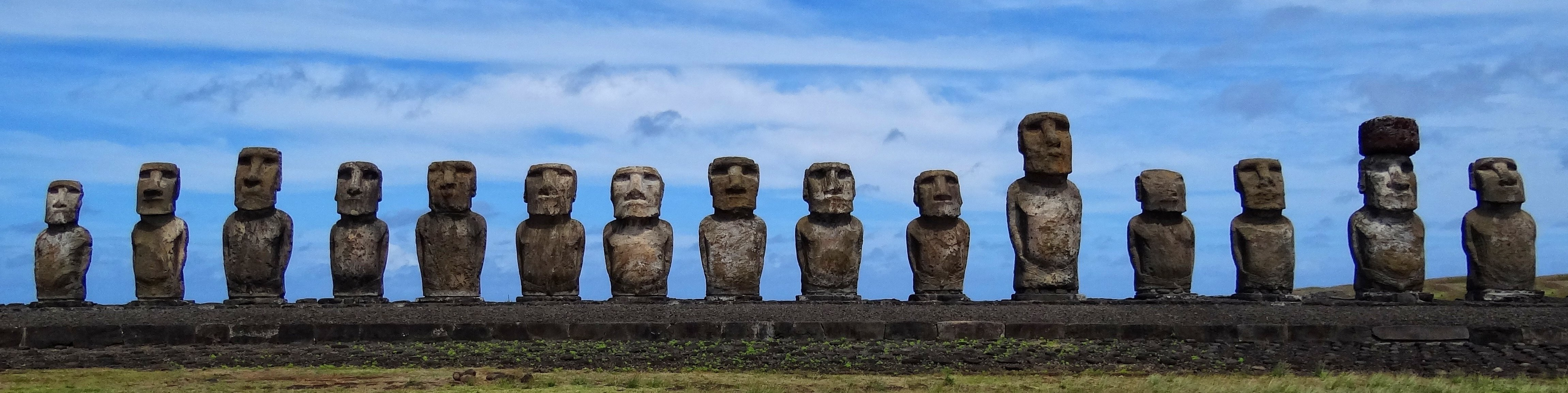
Illa de Pasqua

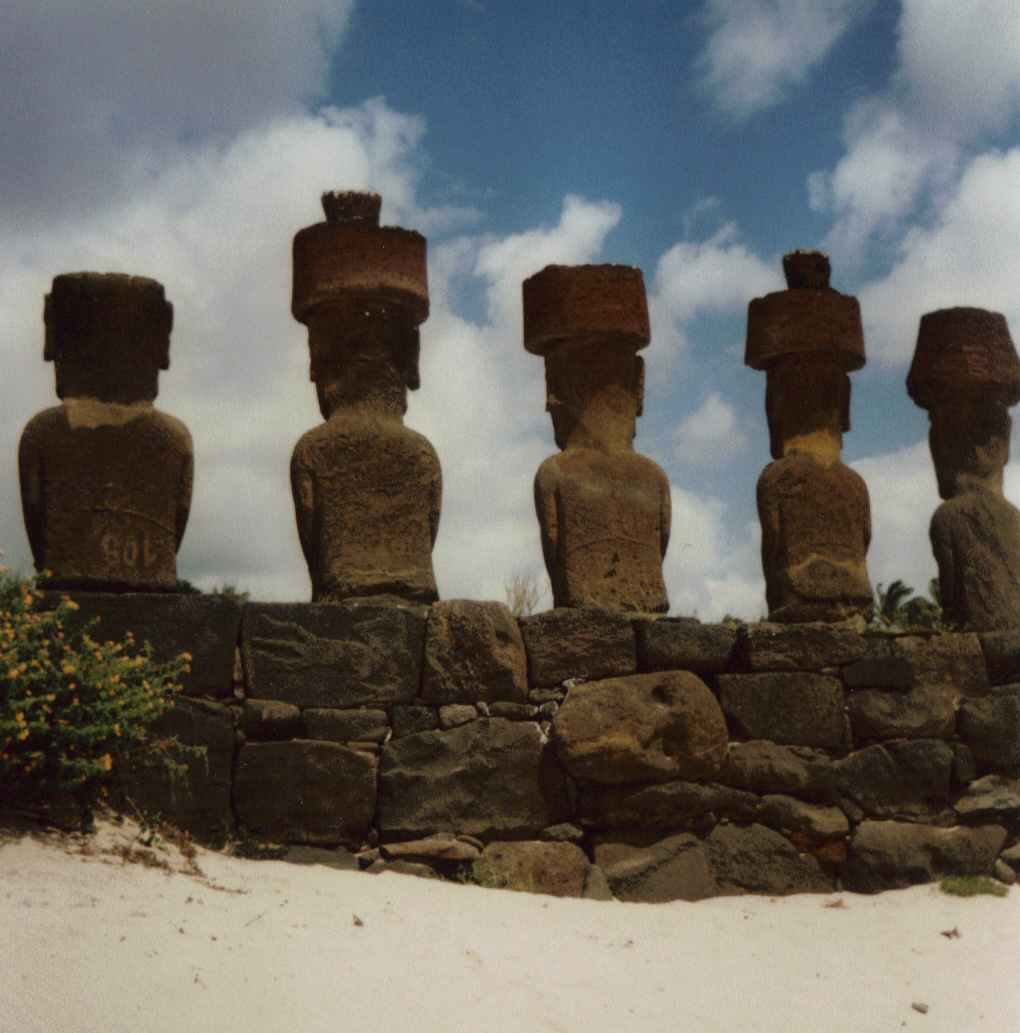
Ahu Nau Nau: Algunes estàtues tenen un "pukao". A la plataforma, hi ha un relleu amb un llangardaix i el cap d'una estàtua més antiga

L'illa de Pasqua és cèlebre per les restes megalítiques. El patrimoni arqueològic consta d'uns 300 altars de pedra, els ahu, i unes 600 estàtues de pedra, els moais. Quan van ser construïts els altars, els constructors van utilitzar, en alguns casos, restes d'estàtues més antigues com a material de construcció. Les estàtues van ser fabricades en una pedrera al nord-est de l'illa, al costat del Ranu Raraku, un volcà inactiu. Algunes de les estàtues tenen barrets vermellencs de pedra que s'anomenen pukao i que foren fabricats en una altra pedrera, al costat del turó Puna Pau, al sud de l'illa.
Els arqueòlegs estimen que les estàtues van ser esculpides entre el 1600 i el 1730. La majoria es van fer a la pedrera del volcà Ranu Raraku. Després, les pedreres van ser abandonades de sobte, deixant estàtues mig excavades a les roques. Quan van arribar Jakob Roggeveen i James Cook, els moais encara estaven drets als seus llocs al voltant de la costa. Durant el segle xix, es van tirar tots a terra en guerres internes. Avui se n'han reconstruïts alguns.
A l'illa de Pasqua, també hi ha relleus de pedra, roques amb petròglifs i coves amb pintures misterioses.

### Rongorongo

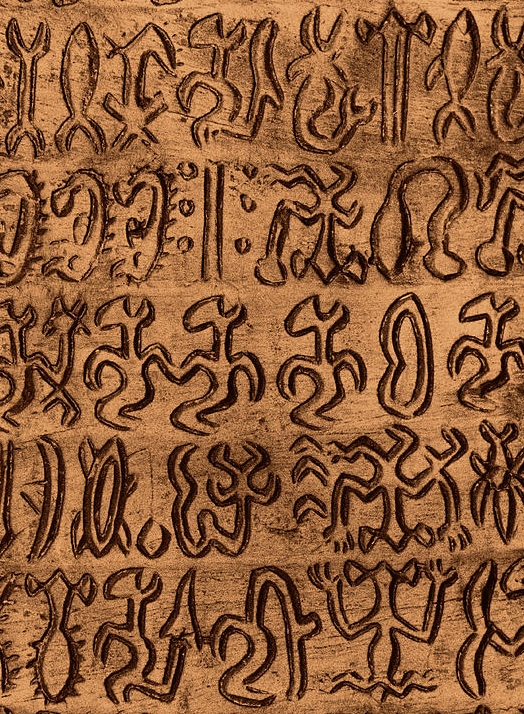
Escriptura rongorongo

S'han trobat a l'illa unes taules amb una misteriosa escriptura que no ha sigut desxifrada, anomenada rongorongo. També es troben en alguns petròglifs. És l'única escriptura de les llengües polinèsies abans de l'arribada dels europeus. Hi ha diverses interpretacions, però es fa difícil treure'n conclusions fiables. Avui continua sent un misteri.

Diccionaris
ARTIGAS JORBA, Lluís. Diccionari català-rapa nui, rapa nui-català. Esparreguera 2014
HERNÁNDEZ SALLES, Arturo; y RAMOS PIZARRO, Nelly. Diccionario Ilustrado: Rapa Nui-Espanol-Ingles-Frances Arxivat 2019-10-31 a Wayback Machine.. Tumuco 2001